# Craft (Katowice)
Craft – biurowiec w Katowicach, położony przy ulicy Chorzowskiej 105 w dzielnicy Dąb, w sąsiedztwie galerii handlowej Silesia City Center.
Biurowiec budowany był od listopada 2020 roku do sierpnia 2023 roku, a jego inwestorem była spółka Ghelamco Poland. Budynek wysoki na 55 metrów składa się z trzech prostopadłych brył obłożonych elementami w odcieniu miedzi. Został on zaprojektowany przez katowicką Pracownię Architektoniczną Czora&Czora.

## Lokalizacja
Craft położony jest przy ulicy Chorzowskiej 105 w Katowicach, w granicach dzielnicy Dąb. Znajduje się on przy jednej z głównych arterii komunikacyjnych miasta, w narożniku ulic Chorzowskiej i ks. P. Ściegiennego.
Biurowiec zlokalizowany jest w sąsiedztwie centrum handlowego Silesia City Center, a w okolicach znajdują się m.in. placówki medyczne i bankowe oraz obszary zieleni: park im. A. Brudnioka i park Śląski.
W sąsiedztwie biurowca Craft położony jest przystanek autobusowy i tramwajowy ZTM Dąb Huta Baildon, a także stacja wypożyczalni rowerów miejskich Metrorower nr 27071. Średni czas dojazdu samochodem do stacji kolejowej Katowice i autostrady A4 wynosi około 6 minut, a do portu lotniczego Katowice im. W. Korfantego w Pyrzowicach ok. 35 minut.

## Historia

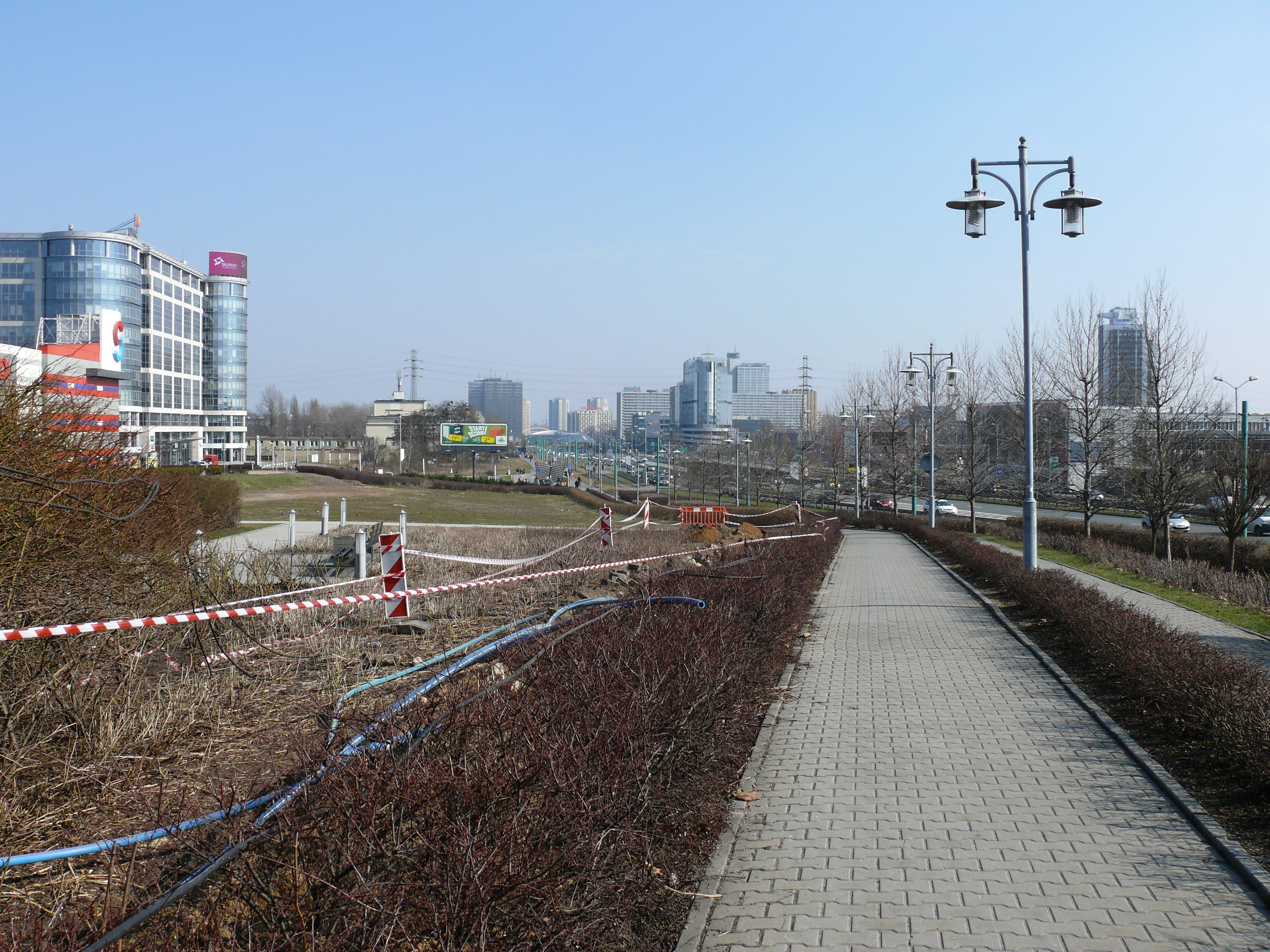
Rejon biurowca Craft marcu 2015 roku przed jego powstaniem

Craft został wzniesiony na zielonej działce przy galerii handlowej Silesia City Center, a teren ten już w trakcie jej budowy był przewidziany pod przyszłą zabudowę. Pierwotnie w tym miejscu spółka Louvre Hotels planowała postawić dwa hotele. Pierwszy miał funkcjonować pod marką Premiere Classe, a drugi jako Campanile. Ostatecznie w połowie 2016 roku za kwotę ponad 6 mln złotych działka przy Silesia City Center została sprzedana firmie Ghelamco. Nowy właściciel postanowił na niej postawić biurowiec.
Budowa budynku rozpoczęła się w listopadzie 2020 roku. W pierwszej kolejności firma Keller Polska wykonała ściany szczelinowe – prace te trwały do końca pierwszego kwartału 2021 roku. Ciężki sprzęt z placu budowy zniknął do połowy kwietnia. Po kilkumiesięcznej przerwie wznowiono prace budowlane, a generalnym wykonawcą biurowca zostało konsorcjum firm na czele z firmą Strabag. Plac budowy przekazano wykonawcy 4 sierpnia 2021 roku.
W październiku 2021 roku na ukończeniu były prace związane z realizacją wykopu po wschodniej stronie budynku, a w zachodniej stronie trwała budowa fundamentów Dwa miesiące później prace ziemne były już na ukończeniu. Pod koniec lutego 2022 roku rozpoczęto prace nad przykryciem części podziemnej i zaczęto realizację robót na poziomie parteru. W tym czasie prowadzono już negocjacje z potencjalnymi firmami, które rozważały najem pomieszczeń w biurowcu. W maju 2022 roku konstrukcja budynku sięgała czwartej kondygnacji nadziemnej.
W połowie maja 2023 roku budynek był gotowy w 80 procentach. W tym czasie trwały prace nad montażem ozdobnych elementów pionowych – tzw. „żyletek” w odcieniach miedzi oraz siatki stanowiącej obudowę przestrzeni technicznej na dachu. Trwały też prace wykończeniowe parkingu podziemnego, łazienek i wind, a także prowadzono zaawansowane prace nad instalacjami. Wokół budynku trwały natomiast prace drogowe.
Biurowiec Craft pod koniec sierpnia 2023 roku uzyskał pozwolenie na użytkowanie.
W grudniu 2024 roku biurowiec został zakupiony od Ghelamco przez polską spółkę DL Invest Group. Nowy właściciel zapowiedział wówczas jego przekształcenie w budynek mixed-use. Na początku czerwca 2025 roku spółka IHG Hotels & Resorts ogłosiła podpisanie umowy z DL Invest Group na otwarcie w budynku hotelu Crowne Plaza Katowice ze 178 pokojami w środkowej części budynku, restauracją, kawiarnią oraz przestrzenią do organizacji konferencji. Otwarcie hotelu zapowiedziano wówczas na 2026 rok.

## Architektura

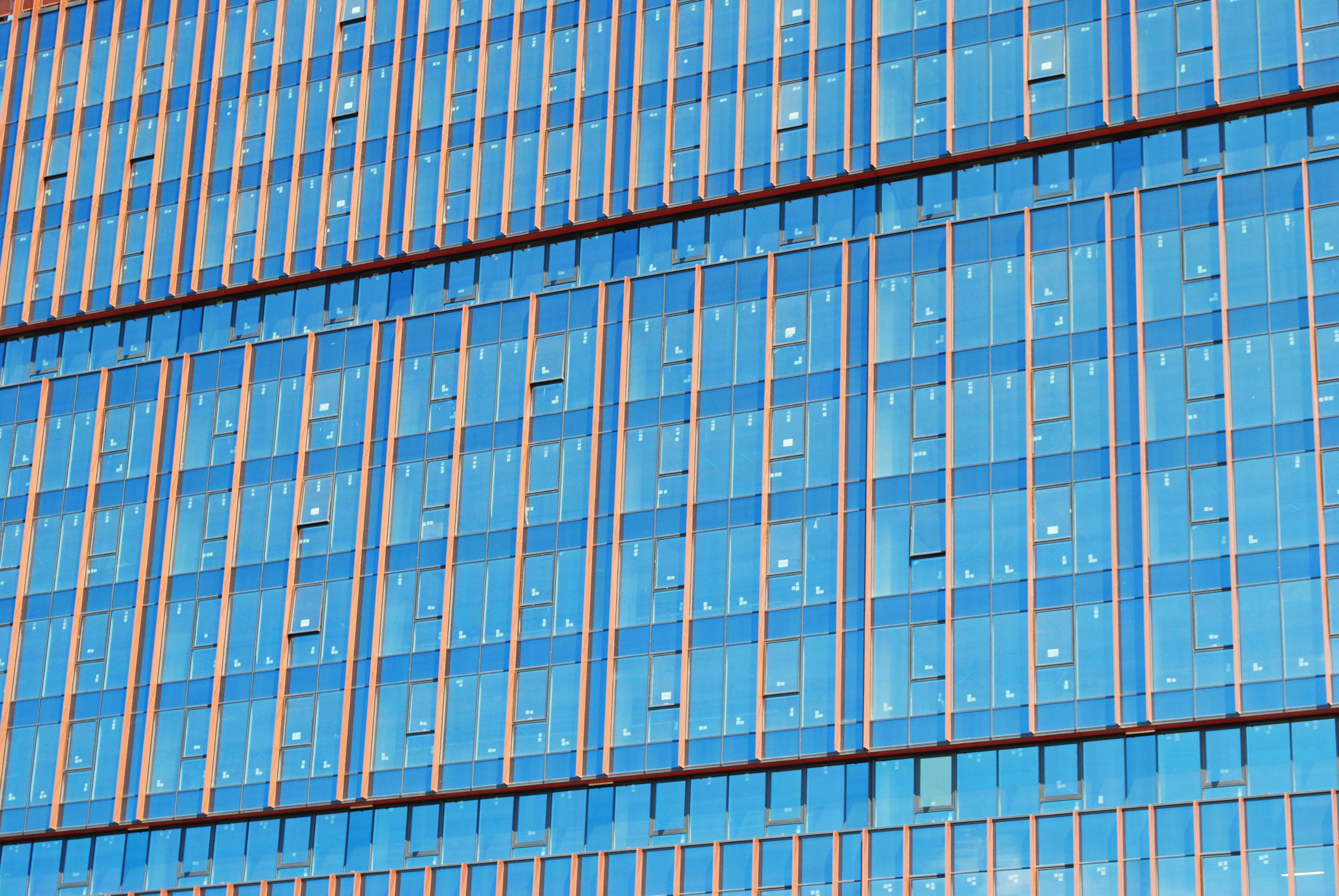
Fragment elwacji biurowca od strony ulicy Chorzowskiej

Craft to biurowiec posiadający 14 kondygnacji nadziemnych i 2 podziemnie. Łączna wysokość architektoniczna budynku wynosi 55 metrów. Craft składa się z trzech spiętrzonych prostopadłościanów obłożonych pionowymi elementami w odcieniach miedzi – tzw. „żyletkami”, które częściowo przysłaniają szklane ściany budynku. Dzięki takiej bryle budynku powstało sześć tarasów, z czego jeden na dachu biurowca. 
Projekt architektoniczny biurowca Craft powstał w Pracowni Architektonicznej Czora&Czora z Katowic. W założeniu architektów elewacja miała zostać utrzymana w klimacie industrialnym, nawiązując do przemysłowej historii Katowic. Cały budynek miał też stanowić charakterystyczny punkt na architektonicznie mapie Katowic, a także być jednym z urbanistycznych elementów „bramy wjazdowej” do centrum miasta.
Wewnątrz pomieszczeń biurowych zastosowano takie rozwiązania, jak m.in. czujniki dymu, okablowanie strukturalne, podnoszone podłogi pokryte wykładziną, podwieszone sufity czy klimatyzacja. Całkowita powierzchnia biurowa biurowca Craft wynosi 26,7 tys. m². 
Dwukondygnacyjny parking podziemny biurowca Craft posiada 218 miejsc, a kolejnych 28 zaprojektowano na parkingu nadziemnym. Zaplanowano także stację ładowania pojazdów elektrycznych, oraz 60 miejsc dla rowerów wraz z zapleczem dla rowerzystów, tj. szatniami i prysznicami.
Inwestorem budynku Craft była spółka Ghelamco Poland.